# Nextbit Robin
Nextbit Robin es un teléfono inteligente Android fabricado por Nextbit mediante micromecenazgo. El teléfono fue anunciado como "Cloud-first", donde utiliza almacenamiento de nube para almacenar datos que no han sido utilizados por un periodo largo de tiempo. Este fue revelado y la campaña de micromecenazgo lanzada en Kickstarter el 1 de septiembre de 2015.
Doce horas después de ser lanzado logró su objetivo de financiación de $500,000 en vez de lograrlo en un mes, y completó su $1 millones de objetivo en dos semanas.
Se planeó ser lanzado el 16 de febrero de 2016, cuándo 1000 unidades de la variante GSMs fuesen enviadas a sus financiadores de Kickstarter, y las unidades adicionales de 2300 teléfonos fueran vendidas a través de su sitio web oficial.

## Especificaciones

### Hardware
El teléfono está hecho de policarbonato con un acabado mate. El dispositivo pesa 150 g (5,3 oz) g (5.3 oz), tiene 149 mm (5,9 plg) (5.9 in) mm de altura,  72 mm (2.8 in) de ancho, y 7 mm (0.28 ) grosor. La pantalla del dispositivo es de 5,2 pulgadas (132,1 mm) con un panel IPS LCD con una resolución de 1920 x 1080 píxeles y con una densidad de píxel de 424 ppi. El dispositivo presenta un hexa-núcleo Qualcomm Snapdragon 808 SoC con memoria de 3 GB RAM.

### Memoria
El teléfono incorpora 32 GB de almacenamiento interno, pero no presenta almacenamiento externo. Aun así, utiliza el almacenamiento de nube de 100 GB ofrecido por el fabricante qué está integrado dentro del software del teléfono como almacenamiento adicional.
Cuando las aplicaciones no son utilizadas por el usuario por un periodo largo de tiempo, es entonces respaldado y archivado a la nube para reducir el uso de almacenamiento interno del teléfono. El teléfono se adapta a los patrones de uso del usuario y ejecuta el proceso de copia de seguridad siempre que sea aplicable.
El teléfono también almacena las fotos del usuario en la nube en la resolución apropiada para el teléfono hasta el usuario especifique la resolución.

## Recepción

### Ventas
El teléfono salió a la venta en la India, empezando el 30 de mayo del 2016 en Flipkart

### Problemas conocidos
El teléfono había padecido problemas de rendimiento en su lanzamiento, incluyendo lag y rendimiento lento de la cámara. Estos asuntos se reportaron resueltos por Nextbit al liberar una actualización de software en marzo y abril.
Una 'prueba de curva' mostró que el Nextbit Robin requirió menos fuerza para doblarse y romperse que la mayoría otros teléfonos.